# Lalo el Mimo
Eduardo Meza de la Peña (Morelia, Michoacán, 26 de agosto de 1936), más conocido como Lalo El Mimo, es un actor y comediante mexicano.

## Biografía
Nació en Morelia, Michoacán  el 26 de agosto de 1936. Estudio Ingeniería Química en la Universidad Nacional Autónoma de México UNAM. Era un actor de vena cómica. También participaba en el teatro universitario, cuando era estudiante. Durante una de sus actuaciones fue descubierto por Andrés Soler, con quien primero estudio actuación y después trabajó.
Debutó como actor profesional en 1959 y en 1963 fue la revelación cómica del año. Desde entonces ha participado en más de 60 obras teatrales y más de 126 películas. Se ha destacado como actor cómico y como tal ha actuado en centros nocturnos y numerosos programas de televisión. En 1988 recibió la medalla Virginia Fábregas por sus 25 años de carrera artística.

## Filmografía

### Televisión
- Yago (2016)
- Amor de barrio (2015) - Don Cosme
- Como dice el dicho (2014) - Guillermo / Gabino
- Libre para amarte (2013) - Luis Redón "Louie"
- Dos hogares (2011-2012) - Gaspar Rincón
- Mujeres asesinas (2010) - Don Chucho
- Hasta que el dinero nos separe (2009-2010) - Vicente Chávez "La Rata"
- Adictos (2009)
- Muchachitas como tú (2007) - Héctor
- La verdad oculta (2006) - Asunción Limón
- Sueños y caramelos (2005) - Fregonar
- La jaula (2004) - Policía Matrix
- Clase 406 (2002-2003) - Gumaro Avendaño
- ¡Vivan los niños! (2002) - Mustafá
- Mujer, casos de la vida real (2002-2007)
- Abrázame muy fuerte (2000) - Casimiro
- Humor es... Los Comediantes (1999-2000) - Comediante
- Nunca te olvidaré (1999) - Filogonio
- Cuento de Navidad  (1999)
- El secreto de Alejandra (1997) - Macario
- El mundo de Luis de Alba (1978)
- Gente sin historia (1967) - Luis

### Cine
- Las verduleras del amor (2014) - El detective
- Fray Justicia (2009) - Padre Lorenzo
- El dinero o la vida (2008) - Godofredo
- Dos chilangos en acapulco (2005)
- Sangre sureña (2004)
- Que bonita familia: Papa 2000 (2000) - Julio
- Los apuros de un heredero destrampado (1998)
- Los peluqueros (1997) - Don Juan
- Las aventuras de Juan Camaney II (1996)
- Tres bribones en la casa (1996) - El orejas
- Vamos al baile (1996)
- Devuelvanme a mi hijo (1996)
- El regreso de los pelotones de Juan Camaney (1996) - Pancho FCO.
- La riata del charro chano (1995)
- El secuestro del símbolo sexual (1995)
- Tres cornudos, apaleados (1995)
- El ropaviejero (1994) - El gato
- Si da, ya dio! (1994)
- El baculo de pioquinto (1994)
- Todos queremos con ella]] (1993) - Salustio
- La mula (1992) - Cornelio Barrios
- Donde quedo el Colorado (1992)
- Isla para tres (1991)
- No hay quinto malo (1991)
- A gozar, a gozar, que el mundo se va acabar (1990)
- Encajosa, pero cariñosa (1990)
- Mi vecina me fascina (1990)
- Mojado, pero caliente (1989) - Baldomero Valdominos
- Mi pistola y tus esposas (1989)
- Cuando el diablo me dio el anillo (1989)
- Soy chiva y que (1989)
- Central camionera (1988)
- Juan Polainas (1987)
- Casa de muñecas para adultos (1987)
- Mas buenas que el pan (1987)
- Cinco nacos atacan las Vegas (1987)
- Las traigo ... !Muertas¡ (1987)
- Los sanchos también lloran (1987)
- 5 pollos en peligro (1986)
- Dos chichimecas en Hollywood (1986)
- La buena vida - Paraíso erótico (1985)
- Mas vale pájaro en mano (1985) - Rafa
- Macho que ladra no muerde (1984)
- Perico el de los dos palotes (1984)
- Entre ficheras anda el diablo - La pulqueria 3 (1984)
- Piernas cruzadas (1984) - Lorenzo de la Mota
- Las glorias del gran Púa (1984)
- Se me sale cuando me rio (1983)
- Una pura y dos con sal (1983)
- Cuernos picantes (1983)
- 41 el hombre perfecto (1982)
- El diablo en persona (1982) - Chava
- La golfa del barrio (1982)
- Las computadoras (1982)
- D.F./Distrito Federal (1981)
- Las siete cucas (1981)
- Como México no hay dos (1981)
- El gran perro muerto (1981) - Fidencio
- El gran triunfo (1981)
- El testamento (1981) - Presidente municipal
- Que viva Tepito (1981) - Hombre de cabaret
- El sexo sentido (1981) - Dr. German Picaluga
- Los mantenidos (1980)
- Picardía mexicana 2 (1980) - Sireno
- Las cabareteras (1980)
- ¿A que le tiras cuando sueñas .... Mexicano? (1979)
- El secuestro de los cien millones (1979)
- El apenitas (1979) - Juan Garza
- Amor a la mexicana (película) (1979) - Inocencio González
- El tahúr  (1979) - Germán Madero / Mosca
- Perro callejero (1978) - Carpintero
- El sexo me da risa (1979) - Padrote
- Tarjeta verde (1978)
- Guerra de sexos (1978) - Eduardo Pérez
- Oye Salome! (1978) - Che Bonacelli
- Noches de cabaret (1978) - Jose Maria Valiente
- Las ficheras: Bellas de noche II parte (1977) - Vaselinas
- Juan Armenta, el repatriado (1976) - Serapio Antunez
- El niño y la estrella (1976)
- Bellas de noche (1975) - Vaselinas
- El desconocido (1974) - Miguel
- Uno y medio contra el mundo (1973)
- El sargento Pérez (1973) - Militar
- Los cacos (1972)
- Bikinis y rock (1972) - Lalo
- Hay ángeles sin alas (1972)
- El ausente (1972) - Pancho Higinio
- Río salvaje (1971) - Facundo
- Bang bang al hoyo (1971) - Cara de luna
- La mula de Cullen Baker (1971)
- La hora desnuda (1971)
- En esta cama nadie duerme (1971)
- Los novios (1971) - Bobby
- Ya somos hombres (1971)
- Los corrompidos (1971) - Héctor
- Chico Ramos (1970)
- El cinico (1970) - Orejón
- Flor de durazno (1970) - Policarpo
- Tres amigos (1968) - Primo
- Tirando a gol (1966) - Invitado al baile
- Los Sánchez deben morir (1966) - Sheriff adjunto

### Teatro
- Un engaño no hace daño (1999)
- Y ahora una de vaqueros (1996)
- Cleopatra metió la pata (1990)
- Me casó, pero poquito (1987)
- Y mi mujer se quedó con ganas (1977)
- Tocame al son de la negra (1972)
- Ellos, ellas y... la noche (1969)
- La soñadora (1967)

## Premios

### Califa de Oro 2015
- Reconocimiento por trayectoria artística.[2]